# Dalla
Dalla är ett släkte av fjärilar. Dalla ingår i familjen tjockhuvuden.

## Bildgalleri

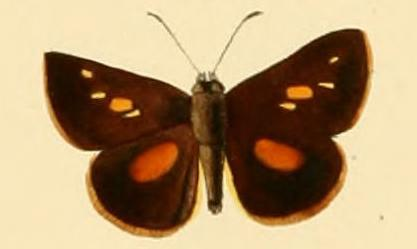
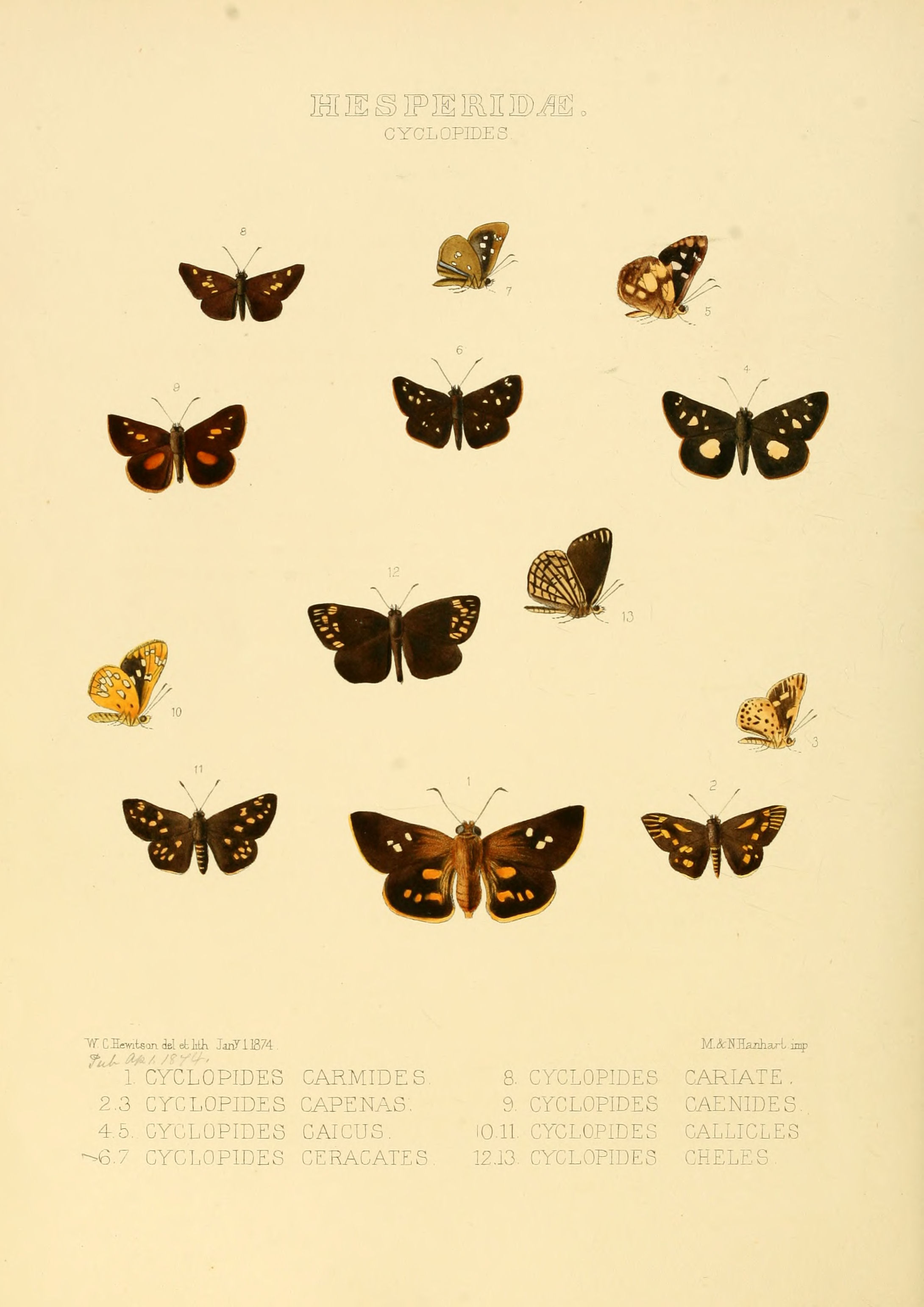
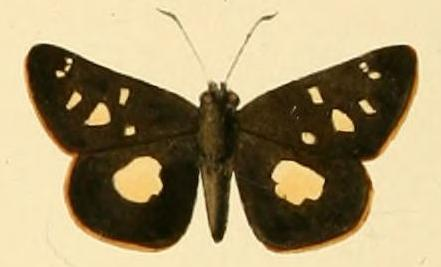
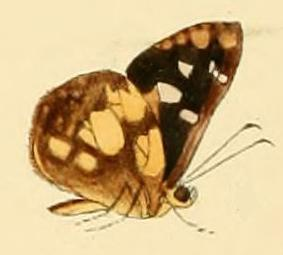
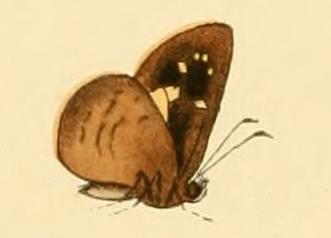
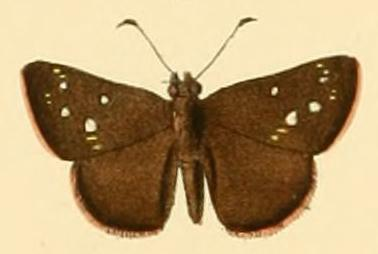

## Dottertaxa tillDalla, i alfabetisk ordning[1]
- Dalla agathocles
- Dalla albescens
- Dalla alleni
- Dalla amba
- Dalla ambala
- Dalla anca
- Dalla arpia
- Dalla ascha
- Dalla aurosa
- Dalla boliviensis
- Dalla bubobon
- Dalla caenides
- Dalla caieus
- Dalla calaon
- Dalla carnis
- Dalla catochra
- Dalla charybdis
- Dalla cocalus
- Dalla cocha
- Dalla cola
- Dalla connexa
- Dalla costala
- Dalla crithote
- Dalla cuadrada
- Dalla cupavia
- Dalla curia
- Dalla curiosa
- Dalla cyprius
- Dalla cypselus
- Dalla dampfi
- Dalla decca
- Dalla dimidiatus
- Dalla diraspes
- Dalla dividuum
- Dalla dolabella
- Dalla doppa
- Dalla dora
- Dalla duovata
- Dalla eburones
- Dalla elka
- Dalla elna
- Dalla ena
- Dalla epiphanaeus
- Dalla equatoria
- Dalla eryonas
- Dalla evages
- Dalla faula
- Dalla fimbriola
- Dalla floxa
- Dalla frater
- Dalla fraterculus
- Dalla frontinia
- Dalla gaujoni
- Dalla gelus
- Dalla genes
- Dalla geon
- Dalla golia
- Dalla granites
- Dalla grovius
- Dalla hesperioides
- Dalla hilina
- Dalla hister
- Dalla huanca
- Dalla hurleyi
- Dalla ibhara
- Dalla inca
- Dalla jelskyi
- Dalla junga
- Dalla lalage
- Dalla lania
- Dalla lanna
- Dalla lenda
- Dalla lethaea
- Dalla ligilla
- Dalla lilla
- Dalla limba
- Dalla livia
- Dalla lonia
- Dalla lorda
- Dalla lysis
- Dalla mars
- Dalla mentor
- Dalla merida
- Dalla merula
- Dalla mesoxantha
- Dalla miser
- Dalla monospila
- Dalla mora
- Dalla morva
- Dalla nona
- Dalla ochrolimbata
- Dalla octomaculata
- Dalla orsines
- Dalla oxaites
- Dalla pantha
- Dalla parma
- Dalla paza
- Dalla plancus
- Dalla polycrates
- Dalla polydesma
- Dalla pota
- Dalla poya
- Dalla privata
- Dalla protasius
- Dalla pruna
- Dalla pucer
- Dalla pulchra
- Dalla quadripuncta
- Dalla quadristriga
- Dalla quasca
- Dalla quinka
- Dalla ramirezi
- Dalla reedi
- Dalla regia
- Dalla riza
- Dalla roeveri
- Dalla rosea
- Dalla rota
- Dalla rubia
- Dalla rusa
- Dalla saleca
- Dalla scylla
- Dalla seirocastnia
- Dalla semiargentea
- Dalla sepia
- Dalla sondra
- Dalla spica
- Dalla superior
- Dalla syrisca
- Dalla taza
- Dalla thalia
- Dalla ticidas
- Dalla tona
- Dalla troeschi
- Dalla vanca
- Dalla venda
- Dalla vicina
- Dalla vinca
- Dalla virius
- Dalla xantholeuca
- Dalla xicca
- Dalla zona